# قلعة ليختنشتاين
```
قلعة ليختنشتاين
 
(
بالألمانية
: 
Schloss Lichtenstein
)
 هي قلعة مملوكة للقطاع الخاص ومبنية على طراز 
عمارة قوطية حديثة
، ومن أهم مناطق الجذب السياحي في 
شفابن جورا
 جنوب 
ألمانيا
. تم تصميمها من قبل كارل ألكسندر هايدلوف، وقد تم وصفها بأنها «قلعة حكاية خرافية من 
فورتمبرغ
».
[
2
]
 تطل القلعة على وادي إيكاز في ولاية 
بادن-فورتمبيرغ
. القلعة الحديثة مستوحاة من رواية ليختنشتاين (1826) التي كتبها فيلهلم هوف، وتم بناؤها في 1840-1842. اسم ليختنشتاين يُتَرجم بالعربية إلى «حجر ساطع».
```

## الموقع الجغرافي
تقع القلعة على جرف يمثل الحافة الشمالية الغربية من جبال شفابن جورا. يقع في منطقة ريوتلنجن ويبلغ ارتفاعه 817 متر (2,680 قدم). ويعلو نهر إيكاز بحوالي 250 متر (820 قدم)، وهو رافد صغير لنهر نيكار. تقع أنقاض القلعة القديمة من العصور الوسطى (Burg Alt-Lichtenstein) على بعد 500 متر (1,600 قدم).

## التاريخ

### البنايات السابقة

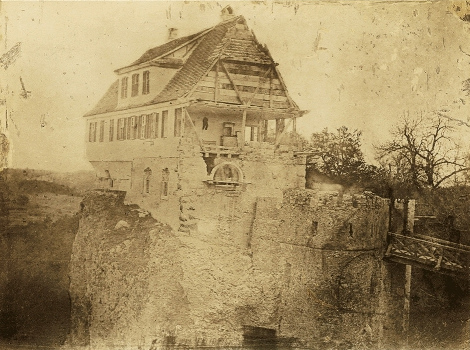
هدم النزل القديم، 1839

ابتداء من حوالي عام 1100، كانت هناك قلعة تنتمي إلى نبلاء فوتمبرغ، تقع على جرف فوق منبع نهر إيكاز. القلعة وسكانها، أمراء ليختنشتاين، لم يكونوا على ودّ مع المدينة الإمبراطورية الحرة في ريوتلنجن، وبالتالي تعرضوا لهجمات متكررة. تم تدمير القلعة القديمة مرتين، مرة خلال الحرب الأهلية الإمبراطورية عام 1311، ومرة أخرى من قبل مواطني ريوتلنجن في وقت ما بين 1377 و 1381. تم بناء قلعة جديدة في عام 1390 على بعد حوالي 500 متر (1,600 قدم) عن أنقاض القلعة القديمة. كانت واحدة من أكثر التحصينات إثارة للإعجاب في العصور الوسطى المتأخرة. على الرغم من ميزات رائعة في القلعة، والتي جعلت منها قلعة غير قابلة للإختراق، لم تعد القلعة المقعد الدوقي في عام 1567، وأصبحت في حالة سيئة. خلال حرب الثلاثين عامًا (1618-1648)، استولى عليها عائلة تيرول من هابسبورغ، مع ووفاة آخر فرد من عائلة ليختنشتاين في عام 1687 خلال الحرب التركية العظمى.
في عام 1802، استحوذ الملك فريدريك الأول من فورتمبيرغ على القلعة، وقام بتفكيكها واستبدلها بمنتجع للصيد.

### القلعة الحديثة
في عام 1826، نشر الشاعر والوطني الألماني فيلهلم هوف كتابه ليختنشتاين، حيث لعبت القلعة، التي تحمل الاسم نفسه، دورًا رئيسيًا. استلهم هوف روايته من القصص الرومانسية التاريخية لـ والتر سكوت. ابن عم الملك فريدريك، الكونت (لاحقًا دوق) فيلهلم فون أوراك، كان مهتمًا جدًا بتاريخ العصور الوسطى والفن والهندسة المعمارية، ونتيجةً لشغفه الكبير بالكتاب، قام بشراء العقار (في ذلك الوقت كان مجرد خراب متداعي) من الملك عام 1837.
نتيجةً لرغبة فيلهلم الكبيرة للعيش في قلعة بطراز معماري من العصور الوسطى وإيواء مجموعته الكبيرة من فنون العصور الوسطى والأسلحة والدروع، قام بتوظيف المهندس المعماري كارل ألكسندر هايدلوف،  بعد رفض التصاميم التي رسمها فرانز سيراف ستيرنبراند وكريستيان ويلهلم، التي كانت تختلف اختلافًا كبيرًا عن القلعة اليوم. بدأ بناء قلعة ليختنشتاين الجديدة عام 1840 بإشراف جوهان جورج روب. استخدم هذا البناء، الذي تأثر تصميمه بشكل كبير بالكونت فيلهلم، الأسس القديمة لقلعة 1390، ووصل حتى ثلاثة طوابق، مع جدار ساتر وفناء لإكمال مجمع القلعة. تم تشييد حصن وجدار خارجي مترامي الأطراف، مكتمل بزوايا محصنة وأبراج، في عام 1857.
بعد ذلك، تم تزيين القلعة من الداخل والخارج من قبل الرسام والمهندس المعماري جورج إيبرلين من نورنبيرغ. أهم الأعمال الموجودة في القلعة هي «موت العذراء مريم» لـ ميكائيل فولغيمون، ولوحتي مذبح لفنان نمساوي غير معروف بعنوان «سيد ليختنشتاين».
تم الانتهاء من تشييد القلعة في عام 1842، وكان الملك حاضرا في حفل تنصيبها. في عام 1869، أصبحت القلعة المقر الرسمي لدوقات أوراش.
بعد الثورة الألمانية عام 1848، أصبح الكونت فيلهلم أول دوق لأوراش. رغبةً في تحسين دفاعات قلعته، بدأ في بناء تحصينات خارج حدود القلعة، بأسلوب حصن أولم الإمبراطوري (وإن لم يكن على نطاق كبير)، وخندق على طول القلعة لردع الهجمات. في وقت لاحق كان لديه مدافع وضعت في الأبراج على الجدران. من عام 1898 إلى عام 1901، تم تشييد وتوسيع المبنى ين المتبقيين من البوابة الرئيسية، قصر الدوق ومنزل حراس الأرض القديم، على التوالي. تم رفض أي اقتراح لبناء تلفريك يصل إلى القلعة في عام 1911 لأنه كان يعتقد أنه سيدمر جمال القلعة.

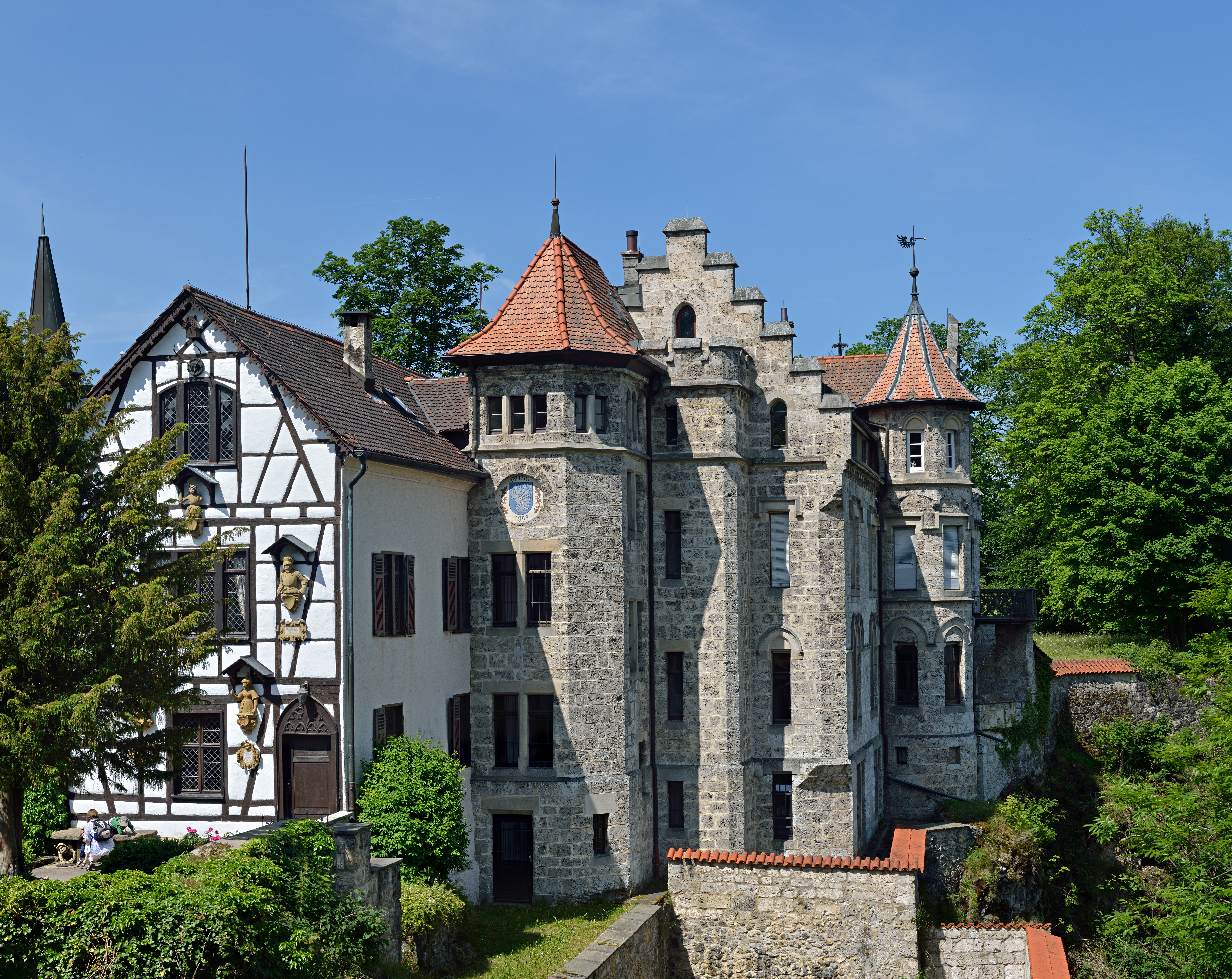
التحصينات الخارجية للقلعة

### الترميم
تضررت القلعة خلال الحرب العالمية الثانية،  لكن الجهود المبذولة لاستعادتها بدأت في أعقاب الحرب مباشرة. مرة أخرى، وبفضل المنظمات المحلية غير الربحية مثل مؤسسة Wüstenrot،  والصندوق المجتمعي للحفاظ على قلعة ليختنشتاين، تم ترميم الجدران في عام 1980، وبعدها تم ترميم الطابق الثاني في عام 1998. تم ترميم الطابق العلوي والسقف في عام 2002.
لا تزال القلعة مملوكة من قبل دوقات أوراش،  وهي مفتوحة للجمهور عن طريق الجولات المصحوبة بالمرشدين، على الرغم من أنه يمنع الدخول على بعض الغرف. الفناء مفتوح للجمهور العام، مما يسمح برؤية أماكن المدافع على الجدران.

## روابط خارجية
- (باللغة الإنجليزية) موقع القلعة
- (باللغة الألمانية) فيلهلم هوف ليختنشتاين
- رسم إعادة الإعمار لـ فولفجانج براون
- صورة بانورامية تفاعلية